# Cupa UEFA 1991-1992
Cupa UEFA 1991-1992 a fost căștigată de Ajax la penaltiuri pe Torino Calcio.

## Primul tur preliminar
| Echipa #1                  | Total  | Echipa #2                  | Tur | Retur    |
| -------------------------- | ------ | -------------------------- | --- | -------- |
| Aberdeen F.C.              | 0-3    | Boldklubben 1903           | 0-1 | 0-2      |
| Ajax Amsterdam             | 4-0    | Orebro SK                  | 3-0 | 1-0      |
| Anorthosis Famagusta FC    | 3-4    | Steaua București           | 1-2 | 2-2(aet) |
| Bangor F.C.                | 0-6    | SK Sigma Olomouc           | 0-3 | 0-3      |
| Boavista FC                | 2-1    | Internazionale Milano F.C. | 2-1 | 0-0      |
| Celtic F.C.                | 3-1    | Germinal Ekeren            | 2-0 | 1-1      |
| Cork City F.C.             | 1-3    | Bayern München             | 1-1 | 0-2      |
| Dinamo Zagreb              | 3-4    | Trabzonspor                | 2-3 | 1-1      |
| Eintracht Frankfurt        | 11-1   | Spora Luxembourg           | 6-1 | 5-0      |
| F.C. Groningen             | 0-2    | FC Rot-Weiss Erfurt        | 0-1 | 0-1      |
| Ikast FS                   | 1-6    | AJ Auxerre                 | 0-1 | 1-5      |
| FC Swarovski Tirol         | 3-2    | Tromsø I.L.                | 2-1 | 1-1      |
| Hallescher FC              | 2-4    | FC Torpedo Moscova         | 2-1 | 0-3      |
| Hamburger SV               | 4-1    | Gornik Zabrze              | 1-1 | 3-0      |
| K.A.A. Gent                | (p)1-1 | Lausanne Sports            | 0-1 | 1-0      |
| KR                         | 1-8    | Torino Calcio              | 0-2 | 1-6      |
| Vllaznia                   | 0-3    | AEK Atena FC               | 0-1 | 0-2      |
| Liverpool F.C.             | 6-2    | Kuusysi Lahti              | 6-1 | 0-1      |
| Mikkelin Palloilijat       | 1-5    | FC Spartak Moscova         | 0-2 | 1-3      |
| Neuchatel Xamax            | 2-0    | Floriana Football Club     | 2-0 | 0-0      |
| Olympique Lyonnais         | 2-1    | Osters IF                  | 1-0 | 1-1      |
| PAOK FC                    | 2-1    | K.V. Mechelen              | 1-1 | 1-0      |
| PFC CSKA Sofia             | (a)1-1 | Parma AC                   | 0-0 | 1-1      |
| PFC Slavia Sofia           | 1-4    | CA Osasuna                 | 1-0 | 0-4      |
| Real Oviedo                | 2-3    | Genoa C.F.C.               | 1-0 | 1-3      |
| SC Salgueiros              | 1-1(p) | AS Cannes                  | 1-0 | 0-1      |
| SK Slovan Bratislava       | 2-3    | Real Madrid                | 1-2 | 1-1      |
| SK Sturm Graz              | 1-4    | F.C. Utrecht               | 0-1 | 1-3      |
| Sporting Clube de Portugal | 1-2    | Dinamo București           | 1-0 | 0-2(aet) |
| Sporting de Gijon          | (p)2-2 | FK Partizan                | 2-0 | 0-2      |
| Vaci Izzo MTE              | 2-4    | FC Dinamo Moscova          | 1-0 | 1-4      |
| VfB Stuttgart              | 6-3    | Pécsi MFC                  | 4-1 | 2-2      |

## Turul doi preliminar
| Echipa #1           | Total | Echipa #2           | Tur | Retur |
| ------------------- | ----- | ------------------- | --- | ----- |
| AJ Auxerre          | 2-3   | Liverpool F.C.      | 2-0 | 0-3   |
| AS Cannes           | 1-2   | Dinamo Moscova      | 0-1 | 1-1   |
| Boldklubben 1903    | 6-3   | Bayern München      | 6-2 | 0-1   |
| CA Osasuna          | 3-2   | VfB Stuttgart       | 0-0 | 3-2   |
| F.C. Utrecht        | 1-4   | Real Madrid         | 1-3 | 0-1   |
| FC Rot-Weiss Erfurt | 1-5   | Ajax Amsterdam      | 1-2 | 0-3   |
| FC Spartak Moscova  | 1-2   | AEK Atena FC        | 0-0 | 1-2   |
| Genoa C.F.C.        | 5-3   | Dinamo București    | 3-1 | 2-2   |
| Hamburger SV        | 6-1   | PFC CSKA Sofia      | 2-0 | 4-1   |
| K.A.A. Gent         | 1-0   | Eintracht Frankfurt | 0-0 | 1-0   |
| Neuchatel Xamax     | 5-2   | Celtic F.C.         | 5-1 | 0-1   |
| Olympique Lyonnais  | 4-8   | Trabzonspor         | 3-4 | 1-4   |
| PAOK FC (Salonica)  | 0-4   | FC Swarovski Tirol  | 0-2 | 0-2   |
| SK Sigma Olomouc    | 2-0   | FC Torpedo Moscova  | 2-0 | 0-0   |
| Sporting de Gijon   | 2-3   | Steaua București    | 2-2 | 0-1   |
| Torino Calcio       | 2-0   | Boavista FC         | 2-0 | 0-0   |

## Optimi
| Echipa #1          | Total | Echipa #2        | Tur | Retur |
| ------------------ | ----- | ---------------- | --- | ----- |
| AEK Atena FC       | 2-3   | Torino Calcio    | 2-2 | 0-1   |
| Boldklubben 1903   | 2-1   | Trabzonspor      | 1-0 | 1-1   |
| CA Osasuna         | 0-2   | Ajax Amsterdam   | 0-1 | 0-1   |
| FC Swarovski Tirol | 0-6   | Liverpool F.C.   | 0-2 | 0-4   |
| Hamburger SV       | 2-6   | SK Sigma Olomouc | 1-2 | 1-4   |
| K.A.A. Gent        | 2-0   | Dinamo Moscova   | 2-0 | 0-0   |
| Neuchatel Xamax    | 1-4   | Real Madrid      | 1-0 | 0-4   |
| Steaua București   | 0-2   | Genoa C.F.C.     | 0-1 | 0-1   |

## Sferturi de Finală
| Echipa #1        | Total | Echipa #2      | Tur | Retur |
| ---------------- | ----- | -------------- | --- | ----- |
| Boldklubben 1903 | 0-3   | Torino Calcio  | 0-2 | 0-1   |
| Genoa C.F.C.     | 4-1   | Liverpool F.C. | 2-0 | 2-1   |
| K.A.A. Gent      | 0-3   | Ajax Amsterdam | 0-0 | 0-3   |
| SK Sigma Olomouc | 1-2   | Real Madrid    | 1-1 | 0-1   |

## Semifinale
| Echipa #1    | Total | Echipa #2      | Tur | Retur |
| ------------ | ----- | -------------- | --- | ----- |
| Genoa C.F.C. | 3-4   | Ajax Amsterdam | 2-3 | 1-1   |
| Real Madrid  | 2-3   | Torino Calcio  | 2-1 | 0-2   |

## Finală
| Echipa #1     | Total  | Echipa #2      | Tur | Retur |
| ------------- | ------ | -------------- | --- | ----- |
| Torino Calcio | 2-2(a) | Ajax Amsterdam | 2-2 | 0-0   |

### Tur
| Torino Calcio | Ajax Amsterdam |
| --- | --- |
| - Luca Marchegiani (gk) - Pasquale Bruno - Enrico Annoni - Roberto Cravero (← 80") - Roberto Mussi (← 83") - Silvano Benedetti - Enzo Scifo - Rafael Martín Vasquez - Giorgio Venturin - Gianluigi Lentini - Walter Casagrande | - Stanley Menzo (gk) - Sonny Silooy - Danny Blind - Wim Jonk - Frank de Boer - Aron Winter - Michel Kreek - Dennis Bergkamp - John van 't Schip - Stefan Pettersson - Bryan Roy (← 82") |
| Substitutions: | Substitutions: |
| - Giorgio Bresciani (→ 80") - Gianluca Sordo (→ 83") | - Alphons Groenendijk (→ 82") |
| Coach: | Coach: |
| Emiliano Mondonico | Louis van Gaal |

### Retur
| Ajax Amsterdam | Torino Calcio |
| --- | --- |
| - Stanley Menzo (gk) - Sonny Silooy - Danny Blind - Wim Jonk - Frank de Boer - Aron Winter - Michel Kreek (← 80") - Rob Alflen - John van 't Schip - Stefan Pettersson - Bryan Roy (← 65") | - Luca Marchegiani (gk) - Roberto Mussi - Roberto Cravero (← 58") - Silvano Benedetti - Luca Fusi - Roberto Policano - Rafael Martín Vasquez - Enzo Scifo (← 62") - Giorgio Venturin - Gianluigi Lentini - Walter Casagrande |
| Substitutions: | Substitutions: |
| - John van Loen (→ 65") - Marciano Vink (→ 80") | - Gianluca Sordo (→ 58") - Giorgio Bresciani (→ 62") |
| Coach: | Coach: |
| Louis van Gaal | Emiliano Mondonico |

Ajax Amsterdam wins on away goals